# Алст, Эверт ван
Эверт ван Алст (нидерл. Evert van Aelst; 1602, Делфт — 19 февраля 1657, Делфт) — голландский живописец эпохи «Золотого века голландской живописи», мастер натюрморта. Дядя и учитель более известного живописца натюрмортов Виллема ван Алста.

## Жизнь и творчество
О жизни Эверта ван Алста известно немного. Он родился в 1602 году в семье юриста Виллема ван Алста. Согласно сообщению историографа Арнольда Хоубракена, Эверт был потомком фламандского живописца Питера Кука ван Альста, мастера изображений цветов в стеклянных вазах. Об обучении Эверта сведений нет, но его индивидуальный стиль и техника живописи схожи с манерой и техникой Питера Класа, а также демонстрирует влияние Балтазара ван дер Аста.
15 мая 1632 года Эверт ван Алст вступил в дельфтскую Гильдию Святого Луки. По сообщению А. Хоубракена, помимо своего племянника Виллема ван Алста, он был учителем живописцев Яна Абрахамса Дениса (ок. 1625—1649) и Эманюэлa де Витте.
Картины Эверта ван Алста написаны тщательно вплоть до мельчайших деталей. По словам Хоубракена, он был прекрасным живописцем всех разновидностей натюрмортов, в особенности с изображением фруктов, доспехов, шлемов и всех видов металлов, которые ему удавалось точно воспроизвести. По замечанию Густава Фридриха Ваагена, художник весьма точно изображал битую птицу, реже — других животных, охотничьи трофеи и снаряжение. Свои произведения мастер часто подписывал «E. V. Aelst».
Некоторые из неподписанных картин, ранее приписываемых Эверту ван Алсту, как ныне установлено, были созданы его племянником Виллемом. Картин, которые можно с уверенностью атрибутировать Эверту, сравнительно немного и они редко встречаются в крупных государственных собраниях.